# За духа на законите
„За духа на законите“ (на френски: De l'esprit des lois, също така понякога се нарича „Духът на законите“) е трактат по политическа теория от Шарл дьо Секонда, барон дьо Монтескьо издаден през 1748 в Женева. Първоначално е публикуван анонимно, защото публикациите са обект на цензура във Франция, но влиянието на трактата в чужбина е подпомогнато от бързия му превод на други езици. През 1750 г. Томас Нюджънт публикува първия превод на английски. През 1751 г. Католическата църква добавя „За духа на законите" към своя „Списък на забранените книги“ (Index Librorum Prohibitorum). Въпреки това политическият трактат на Монтескьо оказва огромно влияние върху редица личности, сред които най-забележителни са: Екатерина Велика, която създава Наказ („Инструкция“), формулираща основните принципи на устройство на държавата, правото и политиката в Руската империя; бащите-основатели на Конституцията на Съединените щати; Алексис дьо Токвил, който прилага методите на Монтескьо, за да изучава американското общество в книгата „Демокрацията в Америка“. Маколи намеква за значението на Монтескьо в своето есе „Макиавели“ от 1827 г.: „Монтескьо се радва вероятно на по-широка известност от всички политически автори в съвременна Европа.“
Монтескьо прекарва почти двадесет години в проучвания и писане на „За духа на законите“, която обхваща широк кръг от теми в политиката, правото, социологията и антропологията и включва повече от 3000 цитата. В този политически трактат Монтескьо застъпва конституционализма и разделението на властите, както и премахването на робството, опазването на гражданските свободи и върховенството на закона, както и идеята, че политическите и правни институции следва да отразяват социалните и географски особености на всяка конкретна общност.

## Организация на книгата
Произведението може да бъде разделено на няколко големи части:
- Теория върху видовете държавно управление (конституционна теория)
- Политическата свобода
- Теория за климатите
- Основен дух на държавата

### Конституционна теория
В началото на своето произведение Монтескьо разграничава три типа държавно управление: република, монархия и деспотизъм.
Класификацията на режимите на Монтескьо съдържа двойно противопоставяне: между умерените и неумерените режими, или още между режимите, при които се спазва законността, и режимите на произвола (това е противопоставяне между монархия и република, от една страна, и деспотизъм, от друга). Следва противопоставянето между република, от една страна, и монархия и деспотизъм, от друга.
Републиката е режим, при който целият народ или част от него имат суверенната власт; монархията е режим, при който суверенната власт е съсредоточена в едно лице, но се управлява според определени и установени закони; деспотизмът е режим, при който върховната власт е съсредоточена също в едно лице, но то управлява без закони и правила, по произволен начин.
За да характеризира различните форми на държавно управление, в „За духа на законите“ Монтескьо въвежда понятието „принцип на управление“. Този принцип е движещата сила, която поражда мотивацията на гражданите да подкрепят режима и той да функционира гладко.
Движещ принцип на деспотизма е страхът. Това е държава, в която господства произволът. В нея няма закони, но дори и да съществуват, те не биха имали реално значение.
Движещ принцип на републиката е добродетелта. Този тип държавно управление се основава на равенството, патриотизма, любовта и свободата.
Под монархия Монтескьо разбира ограничена от закона държавна власт. Определя се като умерено управление, чийто принцип е честта.

### Политическата свобода
Политическата свобода и методите за опазването ѝ са втората голяма тема в произведението. „Политическа свобода“ в разбирането на Монтескьо е онова, което днес бихме нарекли лична сигурност, осигурена чрез система от надеждни и умерени закони: душевно спокойствие, което произтича от чувството за сигурност у всеки. За да се притежава такава свобода, е необходимо такова управление, че един гражданин да не се страхува от друг гражданин.. Той различава тази своя концепция за свобода от два други, заблуждаващи възгледи: първият е, че свободата се състои в колективно самоуправление, т.е. приравнява свободата с демокрацията. Вторият възглед за свободата се състои в това да правиш каквото си искаш, без ограничения. Тези два възгледа не само не са политическа свобода според него, а те могат да се окажат враждебни на нея.
Политическата свобода не е възможна при деспотизма, но е възможна, макар и не гарантирана, при монархията и републиката.
Според Монтескьо разделението на властите е необходимо условие за спазването на политическата свобода. Той разсъждава върху доводите, изложени от Джон Лок във втория от Два трактата за управлението и го надгражда, като твърди, че изпълнителната, законодателната и съдебната власт в управлението на държавата трябва да са разделени, за да не може никой от тях да наруши политическата свобода, т.е. всеки опит на една от властите в тази посока би срещнал съпротивата на другите две власти.
В подробно обсъждане на английската политическа система той показва как свободата може да бъде опазена дори и при монархическа форма на управление. Отбелязва, че там, където няма разделение на властите, това не може да бъде гарантирано дори и при републиканска форма на управление.
За осигуряване на политическата свобода е необходимо подходящо формулиране на гражданското и наказателното право и така политическата свобода е неразривно свързана със закона:
| „ | Политическата свобода трябва да се вземе и в отношението ѝ към отделния гражданин... Може да се случи така, че държавното устройство да бъде свободно, а гражданинът не, както и обратното. Само законите, и то основните закони, могат да установяват свободата по отношение на държавното устройство. Но по отношение на гражданина свободата може да се роди вследствие на нравите, обичаите... | “ |

Монтескьо смята, че трябва да се осигури правото на гражданите на съдопроизводство, включително правото на справедлив процес; правото да се счита за невинен докато не бъде доказано, че е виновен и правото на определяне на пропорционално наказание. В тази линия на разсъждения Монтескьо се изказва против робството и за свобода на изразяването на мнения и образуването на сдружения.

### Климат, култура и общество
Според Монтескьо климатът въздейства върху темперамента на народите, а оттам и върху законите. Характерът на почвата също въздейства върху законите. Този подход към политиката от позицията на натурфилософията по онова време е много влиятелен и макар че днес изглежда наивен, оказва директно или индиректно влияние върху съвременната политическа наука, социологията и антропологията (виж детерминизъм на средата). По-късни автори осмиват тези твърдения на Монтескьо, като иронизират, че обясненията на разликите в правните системи се дължат на отстоянието на дадената общност от екватора.

### Основен дух на държавата
Монтескьо обосновава понятието „основен дух на държавата“. Много неща управляват хората: климатът, религията, законите, традициите, в резултат на което се формира един основен дух. Докато „природата и климатът почти единствено доминират при диваците“, при цивилизованите народи, законите зависят от този основен дух. При един цивилизован народ добрата конституция ще може да поправи някои естествени недостатъци, дължащи се на влиянието на климата.
Традициите, обичаите, които са повлияни от климата, от мястото, където живее нацията формират духа на един народ, неговата култура. Съответно духът се излива и в закона. Законът има дух, който отразява желанията на нацията и този дух е противопоставен на буквата на закона. Законът е изкуствен (направен е от хора, които могат да грешат). Следователно законът подлежи на поправки. Няма и не може да има вечен закон. Така Монтескьо обосновава „основния дух на една държава“. По този начин може да се тълкува понятието „дух“ в заглавието на неговия труд.
Съществуват два типа закони: природни и такива, които произтичат от разума („Законът е човешкият разум“, Монтескьо). Ако законът е добър, се подчиняваме, а ако ли не го променяме.